# Allogamus auricollis
Allogamus auricollis là một loài Trichoptera trong họ Limnephilidae. Chúng phân bố ở miền Cổ bắc.